# Neue Dresdner Kammermusik

Logo der Neuen Dresdner Kammermusik

Die Neue Dresdner Kammermusik (NDK) wurde 2002 von Paul Nova (Gitarre) und Frank Dresig (Piano) in der Blauen Fabrik in Dresden gegründet.
Etwas später kamen die Komponisten und Musiker Karoline Schulz (Flöten) und Chris Weinheimer (Violine, Flöten) hinzu. Seit 2010 ist der Posaunist Martin Schulze Mitglied des Ensembles.
Im Mittelpunkt der Arbeit des Ensembles steht die Neue Improvisationsmusik. Die Neue Dresdner Kammermusik versteht sich als reines Improvisationsensemble und verzichtet auf CD-Editionen ihrer Musik.
Als Gäste bei Aufführungen wirkten bisher unter anderen Ole Schmidt, Günter Heinz, Agnes Ponizil, Kristin Schulz, Carl Ludwig Hübsch, Tom Lorenz, Robert Schleisiek, Thilo Schölpen, Uli Böttcher, Alexander Frangenheim, Christof Thewes, Gerhard Uebele, Derek Shirley, Matthias Lorenz, Liz Allbee, elole-Klaviertrio, Antje Meichsner und Claudia Reh mit. 2003 und 2005 traten sie bei den Dresdner Tagen der zeitgenössischen Musik auf.
Seit 2008 ist die Neue Dresdner Kammermusik Mitglied des KlangNetz Dresden, einem Teilprojekt im Netzwerk Neue Musik.